# Abay (Huesca)
Abay (aragonesisch Abai) ist ein spanischer Ort in den Pyrenäen in der Provinz Huesca der Autonomen Gemeinschaft Aragonien. Abay ist ein sieben Kilometer östlich gelegener Ortsteil der Gemeinde Jaca. Das Dorf mit 45 Einwohnern im Jahr 2015 liegt auf 775 Meter Höhe.

## Geschichte
Im Jahr 1042 wird der Ort als Besitz des Klosters San Adrián de Sásave erstmals genannt, 1063 kam er an das Domkapitel der Kathedrale von Jaca.
Im Jahr 1857 wurde Abay zu Ascara eingemeindet, 1877 zu Banaguás und schließlich 1944 zu Araguás del Solano und Caniás. Seit 1950 zu Banaguás gehörend wurde Abay mit diesem 1963 zu Jaca eingemeindet.  

## Sehenswürdigkeiten
- Pfarrkirche San Andrés, romanische Kirche aus dem 12. Jahrhundert (Bien de Interés Cultural)
- Ermita de la Asunción